# Лукінова Тетяна Борисівна
Тетя́на Бори́сівна Лукінова (25 жовтня 1927, Київ — 6 липня 2024, Київ) — українська лінгвістка, доктор філологічних наук (2001), повний кавалер ордена княгині Ольги. Дружина Івана Лукінова.

## Біографія
Народилася 25 жовтня 1927 року в Києві.
У 1951 році закінчила Київський державний університет ім. Т. Г. Шевченка (слов'янське відділення, чеська мова). Відтоді працювала в Інституті мовознавства НАН України.
З 1951 по 1954 рік там же навчалася в аспірантурі (науковий керівник — Л. А. Булаховський).
У 1956 році захистила кандидатську дисертацію на тему: «Складні слова в сучасній чеській літературній мові».
З 1955 по 1958 рік працювала ученим секретарем Інституту. З 1958 року — співробітник відділу загального мовознавства і слов'янських мов.
У 2001 році захистила докторську дисертацію на тему: «Генезис і еволюція квантитативних імен у слов'янських мовах (порівняльно-історичний аспект)», відтоді провідний науковий співробітник відділу загальнославістичної проблематики та східнослов'янських мов Інституту мовознавства ім. О. О. Потебні НАН України.
З 2016 року — провідний науковий співробітник відділу слов'янських мов.
Померла на 97-му році життя 6 липня 2024 року.

## Науковий доробок
Авторка понад 200 наукових праць, зокрема 10 монографій, 5 словників тощо. Наукові інтереси стосуються історії славістики, порівняльно-історичного словотвору та лексикології, зокрема лексики слов'янських мов у зв'язку з духовною культурою давніх слов'ян. Упорядниця і редактор «Вибраних праць» Л. Булаховського (т. 1–5, 1975–83); брала участь в укладанні й редагуванні «Етимологічного словника української мови» (т. 1–6, 1982—2012; усі — Київ), Української радянської енциклопедії (у 17 т., 1959—1965; 2-ге вид.; у 12 т., 1977—1985), Енциклопедії сучасної України.

## Нагороди
- орден княгині Ольги I ступеня (19 травня 2018) — за вагомий особистий внесок у розвиток вітчизняної науки, зміцнення науково-технічного потенціалу України, багаторічну сумлінну працю та високий професіоналізм[6];
- орден княгині Ольги II ступеня (4 березня 2011) — за значний особистий внесок у соціально-економічний, науково-технічний, культурно-освітній розвиток Української держави, багаторічну сумлінну працю та високу професійну майстерність[7];
- орден княгині Ольги III ступеня (24 жовтня 2007) — за вагомі здобутки у розвитку української мовознавчої науки і культури, багаторічну плідну творчу працю та з нагоди 80-річчя від дня народження[8];
- Премія НАН України імені О. О. Потебні (2003)[9].